# Bokrulle

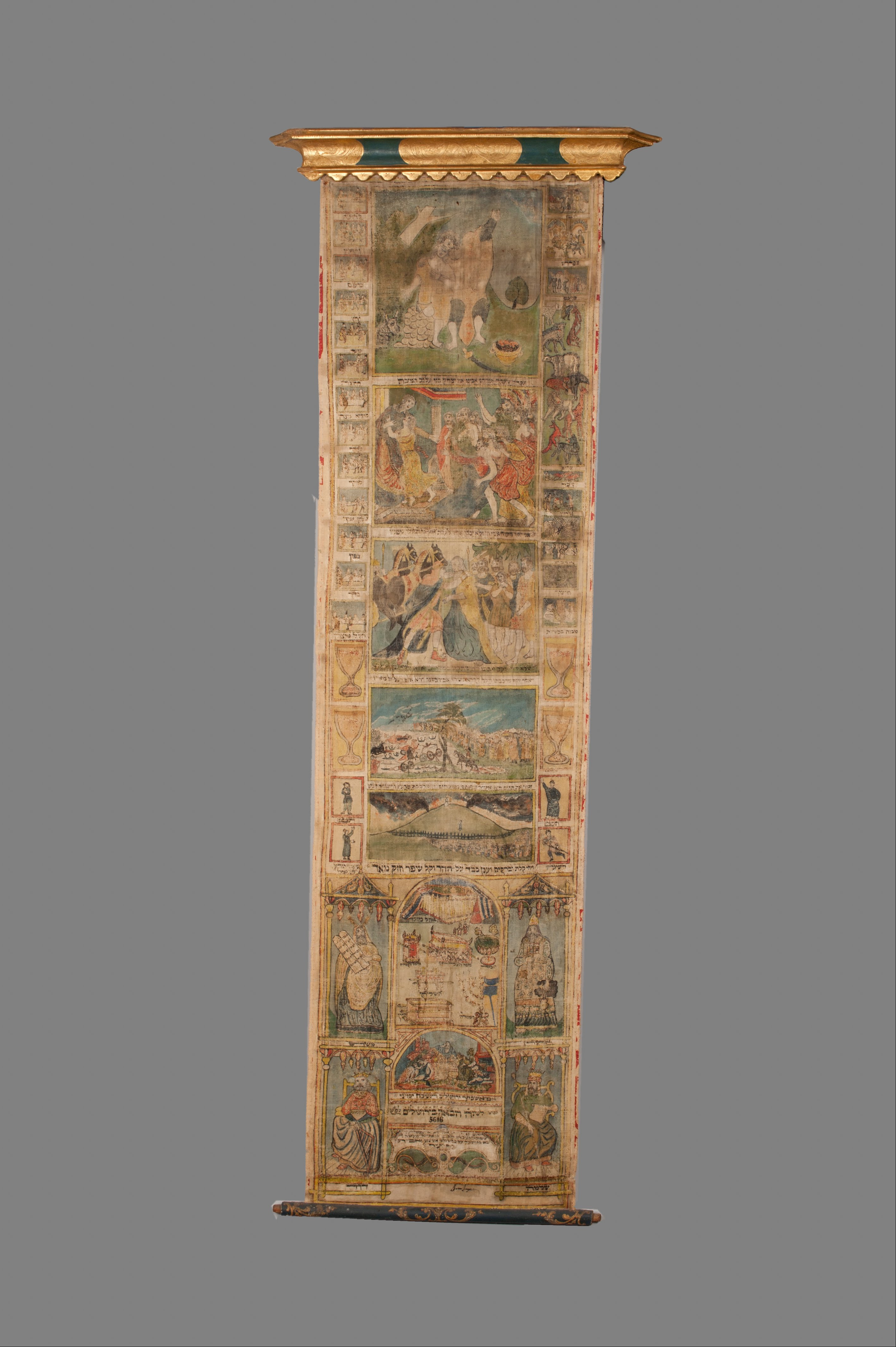
Bokrulle

En bokrulle är ett långt stycke skrivunderlag (exempelvis pergament, papyrus, siden eller papper) fastsatt mellan två stavformade vikter för att forma rullar. Bokrullar användes över en stor del av världen innan codexar och böcker tog över deras roll. I Europa skedde detta under 300-talet e.Kr.
Bokrullars användning sträckte sig från lagtexter och loggböcker till illustrerade prestigeverk med religiös och profan litteratur och konst.
Användning av bokrullar på pergament levde inom ett fåtal specialiserade områden kvar århundraden efter uppfinning av boken. Ett sådant var nedtecknandet av brittiska lagar som fortsatte inpå 2000-talet. Ett annat var medeltida nekrologer, korta levnadsteckningar om prominenta personer som gjordes på bokrullar i europeiska kloster.
Inom judendomen måste Toran, den hebreiska heliga skriftens fem första böcker, vara nedtecknad för hand på en bokrulle för liturgiskt användande.

## Historia
De äldsta funna bokrullarna kommer från Egypten. Ofta kallad Merers dagbok (fast den endast är en del av fyndet) är de över 4500 år gamla. De är också det tidigaste fyndet av papyrus där hieroglyfer använts.
I Kina skrevs från omkring 770-talet f.Kr. på rullar gjorde av tunna trä- eller bambustycken som sattes ihop till en rulle. Från Handynastin finns fynd med rullar av mullbärspapper och siden, vilka användes för både text och bild.
Ur de kinesiska bokrullarna utvecklades i Östasien flera sorters dekorativa rullar som kunde ha text, bild eller en kombination av båda. Kakemono är vertikala och avsedda att hängas på väggen. Dekorativ kalligrafi eller tuschmålningar blev populära motiv. Makimono är horisontella, ofta mycket långa,  rullar. Här rullades endast en del ut åt gången, vilket gav betraktaren en form av pågående narrativ.
På bokrullar av näver finns de äldsta bevarade buddhistiska texterna. Näver från Everestbjörken var ett utbrett skrivmaterial i och omkring Indien, innan populariseringen av papper. Fynden, som uppmärksammades 1994, härrör från Gandhara i nuvarande Pakistan och dateras till mellan 100 f.Kr till 300 e.Kr. Därmed hör de också till de äldsta sydostasiatiska skriftliga källorna.
Det äldsta romerska omnämnandet av en bokrulle finns hos Catullus som levde 84-54 f.Kr. I Plinius den äldres Naturalis Historia finns en utförlig beskrivning av tillverkningen av papyrus och bokrullar.

## Galleri

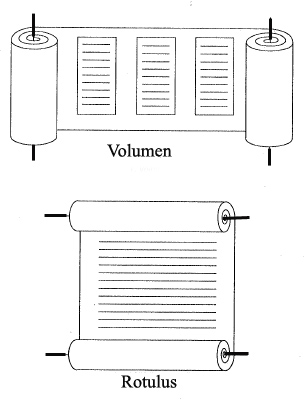
Bokrullar kunde vara både horisontellt och vertikalt arrangerade.
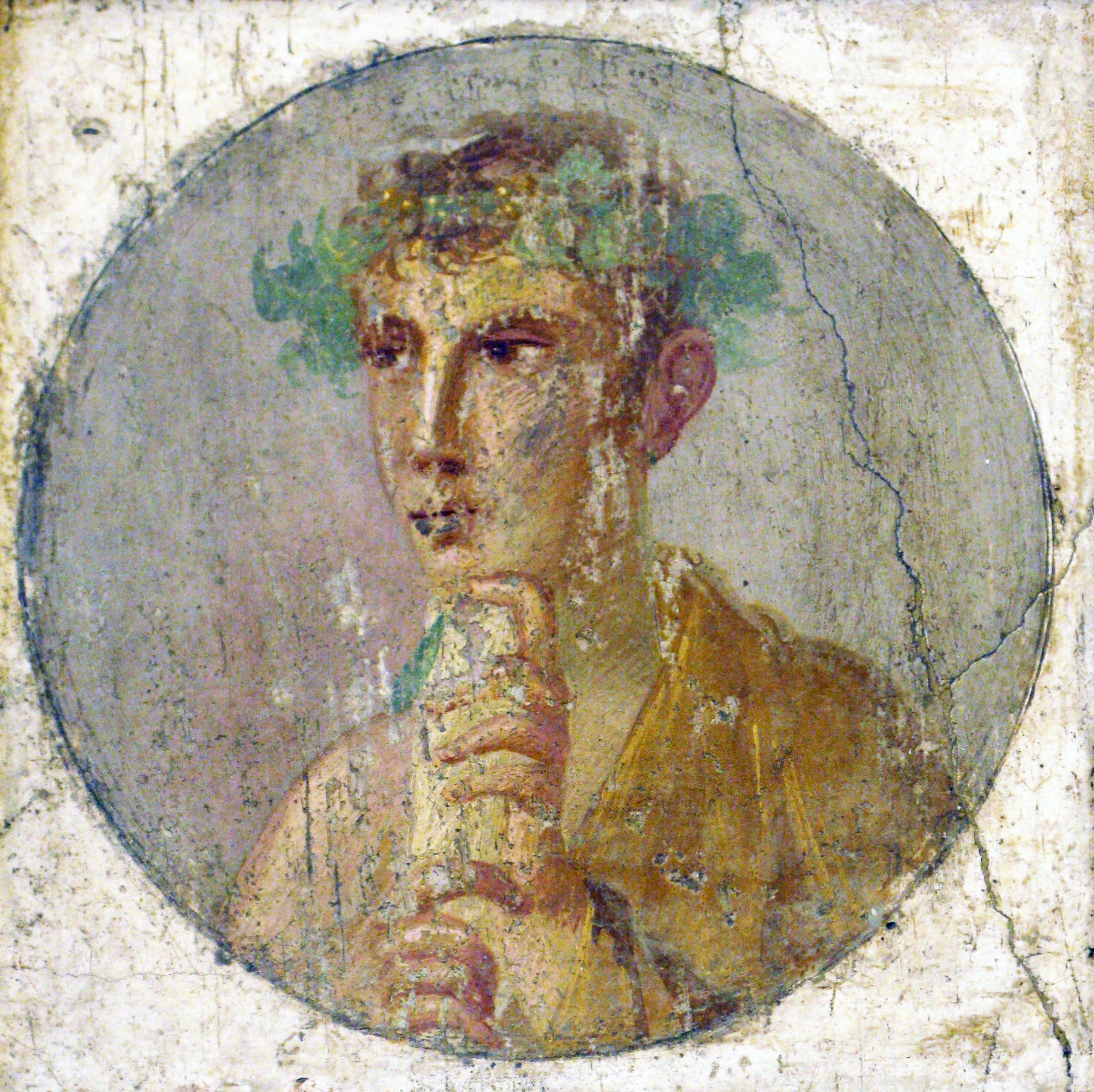
Fresk från Pompeii som avbildar en ung man som håller i en bokrulle
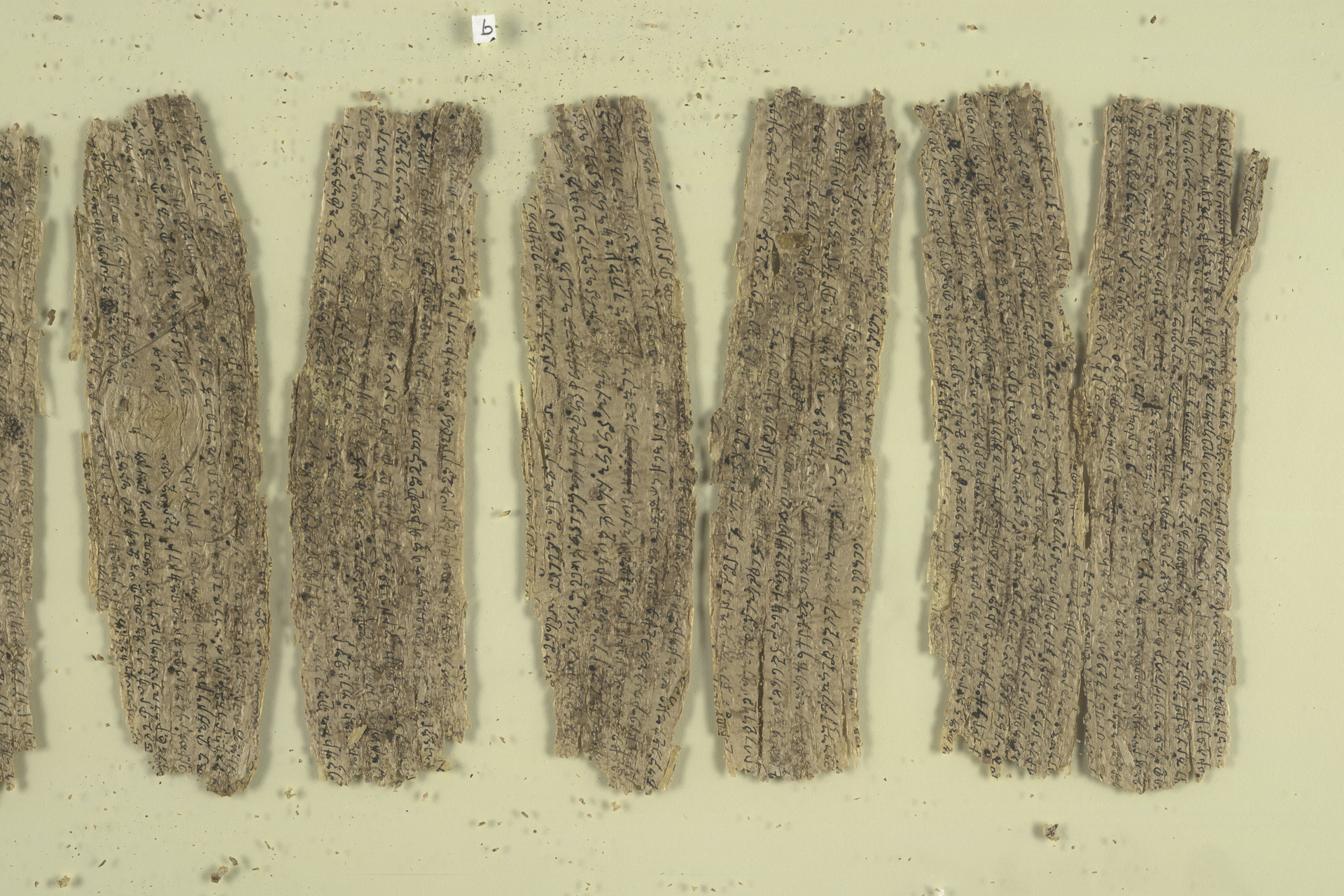
Fragment av buddhistisk bokrulle av näver ur British Librarys samlingar
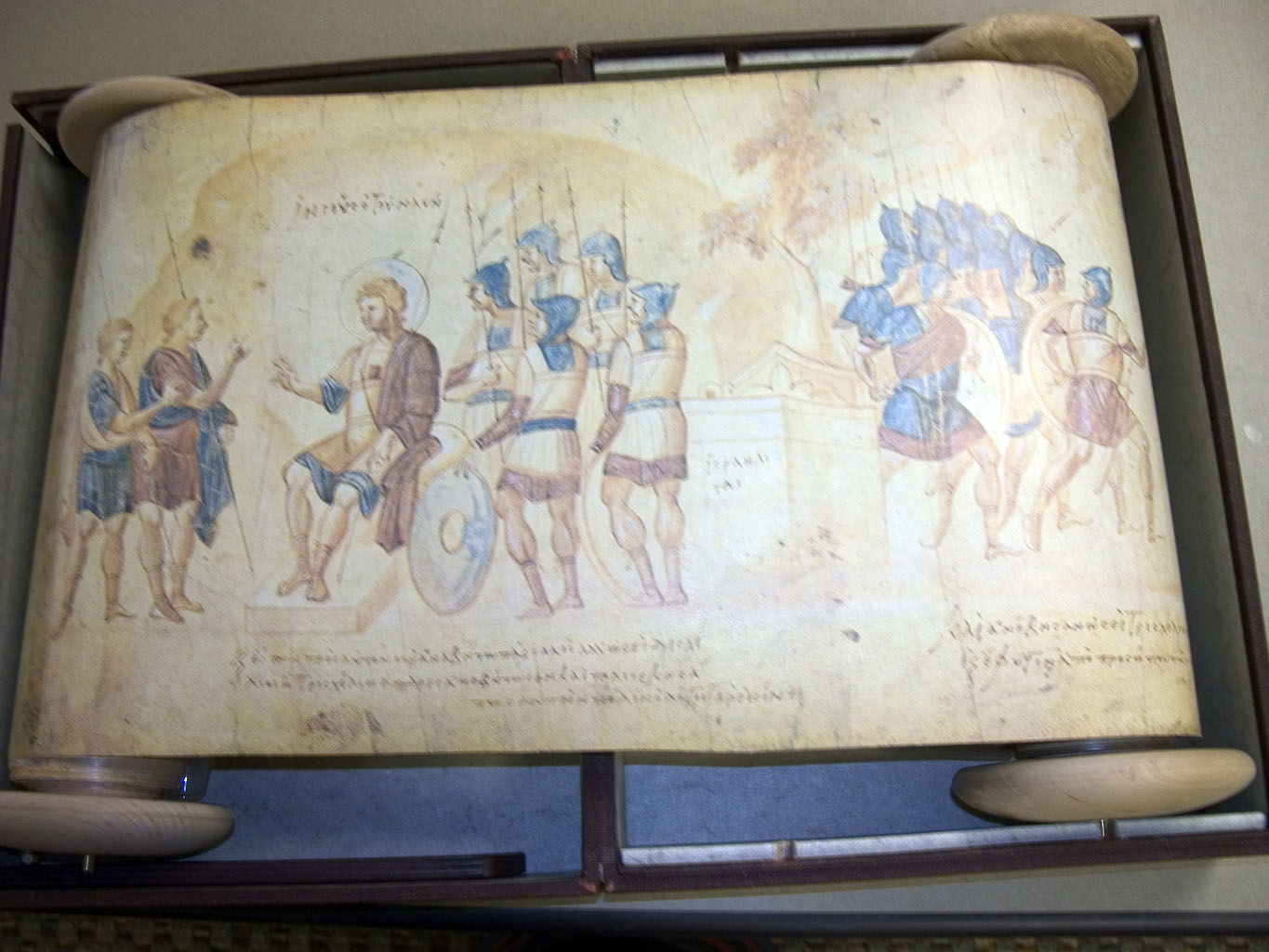
Josua-rullen, en ovanlig horisontell bokrulle med bibliskt motiv.
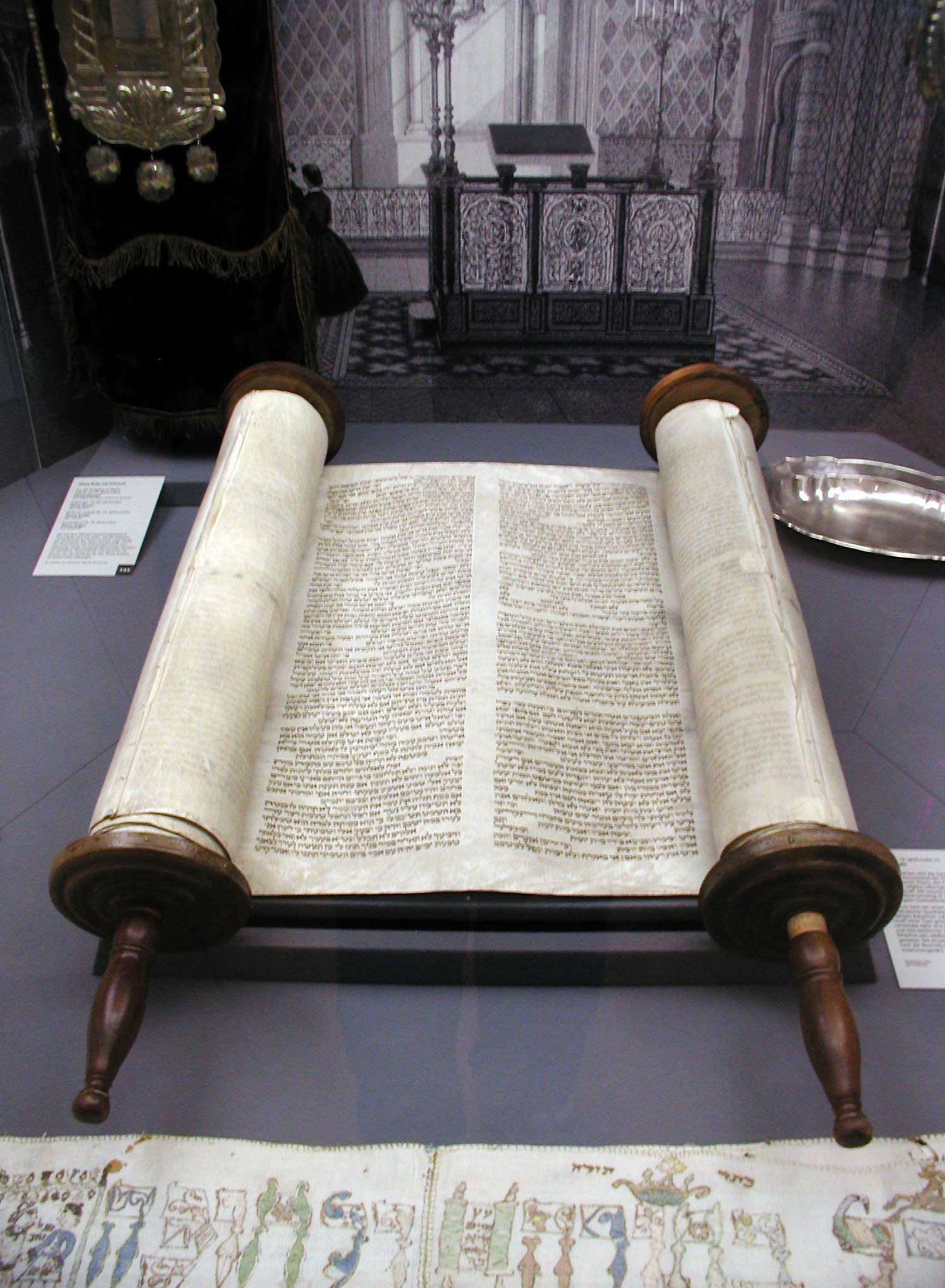
Torah rulle från Glockengasse, en förstörd synagoga.